# Festivități
Festivități este un film românesc din 2001 regizat de Olimp Vărășteanu.